# BP Piscium
BP Piscium – nietypowa gwiazda zmienna w gwiazdozbiorze Ryb.
BP Piscum jest gwiazdą starą, na co wskazuje mała ilość litu w jej wnętrzu, ale jednocześnie gwiazda ta ma cechy przypominające młode gwiazdy takie jak szybka akrecja gazu, rozciągnięty dysk gazowo-pyłowy, dwa dżety wysyłane w przestrzeń kosmiczną oraz duża ilość promieniowania w paśmie podczerwieni.